# のびてけ!ビョンビョン大作戦
のびてけ!ビョンビョン大作戦（のびてけ!ビョンビョンだいさくせん）はコナミデジタルエンタテインメント（KONAMI）から2008年にリリースされたアーケードゲームである。e-AMUSEMENT PASSに対応していたが、2011年9月30日にe-AMUSEMENTサービスを終了した。

## 概要
同社からリリースされている投球王国ガシャーンシリーズからのスピンオフゲーム。プレイヤーは「パパ」が新たに開発した新メカ「メテロイヤー」を操作し、ミニゲームを攻略していく。
基本的なシステムなどは投球王国とほぼ変わらない（ゲームが一本道式。失敗したら即ゲームオーバー。成績がポイント制など。）が投球王国よりもさらにポップになっており、的や背景が書き割りのような雰囲気となっている。
e-AMUSEMENTに対応していれば旬ゲームに挑戦でき、e-AMUSEMENT PASSを使用した場合は最終ステージクリア後にさらなるステージに挑むことができる。

## ストーリー
西暦20XX年。地球にはある重大な危機が訪れていた。その存在にいち早く気付いた探査機関「O.N.A.S.U」はかつてはスペシャルプロジェクトチームに所属し、現在は一線を退いて発明家となった「パパ」にある開発を依頼する。苦心のすえようやくプロトタイプが完成するが、そんな苦労などまったく知らないミッチェル、キュイ、ペットのトビーが開発室に忍び込み「メテロイヤー」を持ちだす。大人げないくらいの剣幕で怒り追いかけるパパから、トビーたちはビョンビョンシティを巻き込む大逃走劇を繰り広げる。

## キャラクター
ミッチェル (Michael)
1Pが操作するキャラ。コーラとハンバーガーとイタズラが好きな典型的アメリカ系ネコ。キュイの双子の兄でもある。本家ガシャーンのミッシェルに似ているが関連性は不明。また、ミッシェルより絵が若干かわいくなっている。
キュイ (Cui)
2Pが操作するキャラ。めんどくさがりで兄と同じくワルノリ大好きなネコ。ミッチェルの双子の妹。
トビー (Tobey)
気が付いたら飼っていたペット。ペロペロキャンディーと火が好き。ガシャーンのときより小さい。（子ども時代?）
パパ
ミッチェル・キュイの父。「O.N.A.S.U」スペシャルチームの中核を担うほど優れた頭脳を持つが、1年前に諸事情により退社。現在は家で細々と発明にいそしむ。
二瀬門一家
オトン・オカン・娘（バツイチ）の家族。知らず知らずのうちに何かに似てしまっているという悲しい一家。ちなみに射的大作戦に出る店主はオトンの弟。

## コース
協力でビョンビョン
全8ステージ（e-AMUSEMENT対応時は9ステージ。e-AMUSEMENT PASS使用時は10ステージ）を攻略するモード。
各ステージにはノルマが設定されており、クリアすれば先に進めるが、失敗した場合は即ゲームオーバー。
クリアした場合はポイント（アイス）を獲得。成績が優秀なほど多くもらえる。（最大3つ）また、ボーナスチャンスのハートをつかむことが出来れば1アイスに相当するタイヤキを獲得する。なお、ステージによってはクリアした場合はタイヤキのみのステージがある。
- 獲得できるアイスの数

Sランク:3個
Aランク:2個
Bランク:1個
Cランク:0個　（※2人同時プレイのみ片方の成績がかなり悪かったら成績が悪い方がCランクになる。）
全ステージ終了後獲得したアイスの量によって圏外、三流、二流、一流、超一流に判定される。満点は8ステージ制の場合21アイス、9ステージ制の場合25アイス、10ステージ制の場合29アイスとなる。
対戦でビョンビョン
2人専用コース。全3ステージ（設定により変更可能）をプレーする。各ステージ得点の多い方が勝利。3ステージの勝利数の多いプレイヤーが勝者となる。（同点の場合は先にハートをつかんだ方の勝利）
ランキングでビョンビョン
月ごとに変わる全3ステージのコースをプレー。各ステージごとに獲得得点に応じた100点満点の点数が加算。3ステージ300点満点の内何点取れるかを競う。獲得得点は筺体に残り他のプレイヤーと比較することが出来る。また、メトロイヤーさばきも重視され、しっかりと狙って無駄な動きをしていない場合は真ん中に、やみくもに動かしている場合は端に寄ってしまう。但し、2011年9月30日にe-AMUSEMENTサービスが終了して以降このモードをプレイすることが出来なくなってしまった。

## ステージ
追いかけっこ（正式名称不明）
怒り狂ったパパが乗ったメカが追いかけてくるので制限時間内にメカにパンチし追い払う。1stステージと5thステージに登場。1stは10発、5thは35発（2人プレー時はさらに2倍）パンチすればクリア。
キョーフのマンション大作戦!!
扉から出てくる宇宙人を指からビームを出して撃退する。指をのばしている間は連続してビームを出せる。制限時間内に一定数の宇宙人を撃退すればクリア。スコアアタック時はビームを当てるとタイムロスになる住人が出てくる。
ボールでガシャーン大作戦!!
投球王国ガシャーンの「ボトル・ザ・デストロイ」のビョンビョン版。手を伸ばすとボールが発射されるのでグラスやビンを割っていく。マンション大作戦同様伸ばしている間はボールが一定時間連続で発射される。ラストの大瓶は壊すのに連射1回分のボールを使うが50点に相当する。制限時間内に一定数割ることが出来ればクリア。
ちなみにボトルには「投球王国」や「大黄龍」と書かれている。
ジュースなフルーツ大作戦!!
木からぶら下がる物の内フルーツのみをつかんで絞る。フルーツ以外の物をつかむとタイムロス。制限時間内に一定数のフルーツをつかめればクリア。
ハラハラパラソル大作戦!!
傘を使って急降下するトビーをつかんで救助する。落ちてもボートがある場合ならセーフ。ボートがない状態で落とすと失敗。一定時間耐えきることが出来ればクリア。
スコアアタック時はタイムアップかトビーを落とすまでに何体助けられるかを競う。
マッカなニセモノ大作戦!!
数多くある物の中から1つだけ形が違う物をつかむ。制限時間内に一定数正解すればクリア。
ファイナルステージ（正式名称不明）
追いかけっこと同じく隕石に向かって制限時間内にパンチして破壊する。隕石を破壊するには65発（2人プレー時はさらに2倍）パンチする必要がある。破壊できればクリア。
ウホーッとUFO大作戦!!
e-AMUSEMENT PASSを使ったときのみ出現するエクストラステージ。四方八方から出現するUFOをパンチして撃退する。制限時間内に一定数撃破すればクリア。

### 旬ステージ
投球王国シリーズとは違い1ヵ月で変わり、4か月で一回りする。
ズルしてゲットな大作戦!!（1・5・9月）
おやじが寝ている間にレーンを流れている景品にパンチし獲得していく。宝石など取りにくいものほど高得点。ただし、おやじが起きているときに景品を落としてしまうとズルがバレて、寝ている間に獲得していた得点がゼロになる。制限時間内に一定点数取ればクリア。
ケッコーなエッグ大作戦!!（2・6・10月）
ニワトリが生み出す卵をつかんでトビーの近くの鉄板に落とす。落とした卵の種類（普通、金、炎、やきとり）の種類によって満腹度が上昇。制限時間内にまんぷくにさせることが出来ればクリア。ただし、卵に似たバクダンをつかむとタイムロス。スコアアタック時は制限時間内に与えたカロリー数で決まる。
ギリギリのナンバー大作戦!!（3・7・11月）
画面に4桁の数字が出るのでその通りにテンキーを押す。4桁の数字を1セットとし、15秒以内に3セット入力すればクリア。15秒以内に入力できなかったり、4回入力ミスしたら失敗。
ビシッとツッパリ大作戦!（4・8・12月）
画面奥から関取が来るが、そのお腹にはカウンターが表示されている。3カウント後、0になったタイミングでパンチするとツッパリとなり相手を吹っ飛ばすことができる。タイミングがピッタリほど高得点。早すぎたり遅すぎるとミス。クリアするたびにカウンターの速度が速くなる。制限時間内に一定点数取れればクリア。スコアアタックでは本編では出ない4人目の関取も登場する。